# Graafschap Sayn-Altenkirchen
Het Graafschap Sayn-Altenkirchen was een tot de Nederrijns-Westfaalse Kreits behorend graafschap binnen het Heilige Roomse Rijk
Na het uitsterven van het huis Sayn-Wittgenstein-Sayn ontstond er een lange erfstrijd tussen de erfgenamen en het keurvorstendom Keulen. Een zuster van de laatste graaf, Johannetta van Sayn-Wittgenstein-Sayn was gehuwd met hertog Jan Georg van Saksen-Eisenach. Hierdoor werd het graafschap verbonden met het hertogdom Saksen-Eisenach. Toen in 1741 het huis Saksen-Eisenach uitstierf, vielen de Saksische landen aan Saksen-Weimar, maar het graafschap Sayn vererfde via de dochter van Johanetta, Eleonore van Saksen-Eisenach, die gehuwd was met Jan Frederik, markgraaf van Brandenburg-Ansbach.
De laatste markgraaf van Brandenburg-Ansbach verkocht zijn landen op 2 december 1791 aan Pruisen. Het vruchtgebruik van Sayn-Altenkrichen bleef voor de rest van zijn leven in bezit.
In paragraaf 12 van de Reichsdeputationshauptschluss van 25 februari 1803 werd de overdracht van Sayn-Altenkichen aan de vorst van Nassau-Usingen geregeld. Koning George III van Engeland deed on paragraaf 4 afstand van de aanspraken, die hij op Sayn-Altenkirchen had als achterkleinzoon van Johan Frederik van Brandenburg-Ansbach.
Op 31 mei 1815 werd op het congres van Wenen in een verdrag tussen het hertogdom Nassau en het koninkrijk Pruisen het gebied weer afgestaan aan Pruisen.
Het gebied van het graafschap bestond uit de steden en ambten Altenkirchen en Friedwald en de ambten Freusburg en Bendorf.
Lijst van regenten van Sayn-Altenkirchen
| regerend  | naam                                          | geboren    | overleden  | familierelatie                                 |
| --------- | --------------------------------------------- | ---------- | ---------- | ---------------------------------------------- |
| 1636-1701 | Johanette van Sayn-Wittgenstein               | 27-4-1632  | 28-9-1701  | zuster van Lodewijk van Sayn-Wittgenstein-Sayn |
| 1686-1698 | Johan George II van Saksen-Eisenach           | 24-7-1665  | 10-11-1698 | zoon                                           |
| 1698-1728 | Johan Willem van Saksen-Jena-Eisenach         | 17-10-1666 | 4-1-1729   | broer                                          |
| 1729-1741 | Willem Hendrik van Saksen-Eisenach            | 10-11-1691 | 26-7-1741  | zoon                                           |
| 1741-1757 | Karel Willem Frederik van Brandenburg-Ansbach | 12-5-1712  | 3-8-1757   | kleinzoon van Elonore van Saksen-Eisenach      |
| 1757-1791 | Karel Alexander van Brandenburg-Ansbach       | 24-2-1736  | 5-1-1806   | zoon                                           |
| 1791-1797 | Frederik Willem II van Pruisen                | 25-9-1744  | 16-11-1797 | geen                                           |
| 1797-1802 | Frederik Willem III van Pruisen               | 3-8-1770   | 7-6-1840   | zoon                                           |